# Giuseppe Comini
Giuseppe Comini (Genova, 20 settembre 1922 – 6 aprile 2011) è stato uno schermidore italiano, specializzato nella sciabola. Ha vinto una medaglia d'argento ai Campionati mondiali di scherma.

## Palmarès
In carriera ha ottenuto i seguenti risultati:
Mondiali
Individuale
A squadre
- Argento nella sciabola a Roma 1955